# めがねミュージアム
めがねミュージアムは、福井県鯖江市新横江にある博物館。

## 概要
全国でも珍しい、眼鏡が専門の博物館である。10階建てのビルにある。予約制の手作り教室があり、フレームデザインや材質を選び、オリジナルの眼鏡を作ることができる。

## アクセス
- ハピラインふくい線 鯖江駅から徒歩15分程度[1]。